# 트리푸리인

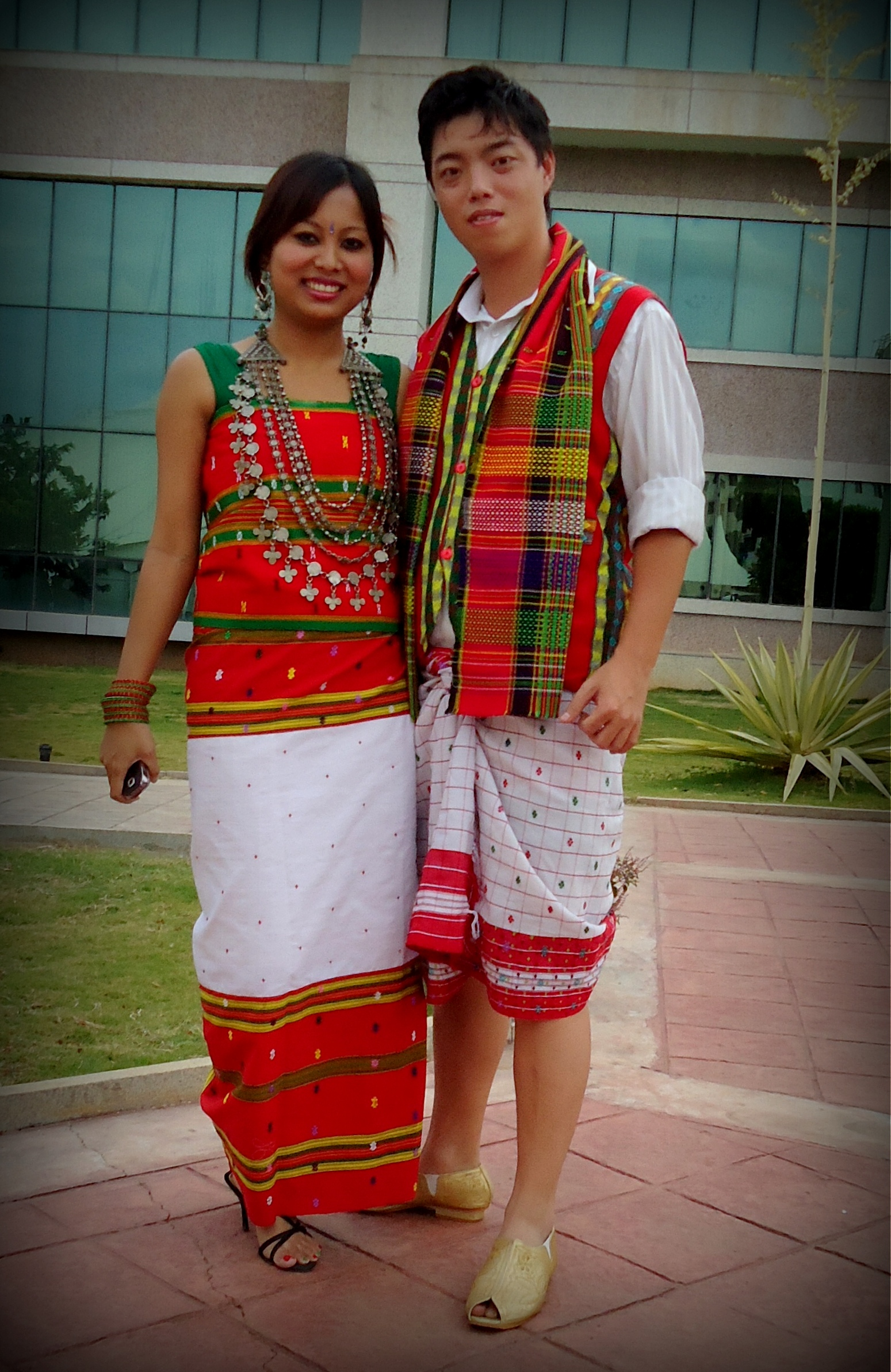
전통 의상을 입은 트리푸리 여성과 남성

트리푸리인(콕보록어: Tripuri dópha rok, 트리푸라, 티프라, 트위프라, 티페라로도 알려짐)은 티베트버마어파를 사용하는 인도 북동부 트리푸라주와 방글라데시의 민족이다. 이들은 북동인도와 방글라데시에 있었던 트위프라/트리푸라 왕국의 후손이다. 트리푸리인들은 마니키아 왕조를 통해 1400년부터 600년 이상 트리푸라 왕국을 통치했으며, 1949년 10월 15일 인도 자치령에 편입되었다.

## 조상 기원
트리푸리인은 티베트버마어파 민족에 속한다. 역사적 기록에 따르면 이들은 서부 중국의 양쯔강과 황하 상류에서 이주했다. 시간이 지나면서 히말라야를 거쳐 현재 트리푸라로 알려진 지역에 정착했다.
민족적으로 트리푸리인은 인도-몽골계 기원이며 언어학적으로 티베트버마어족에 속한다. 이들은 트리푸라의 다른 부족들과 유사한 콕보록 방언을 사용한다.

### 유전 연구
유전 연구에 따르면 이들은 차크마인과 마르마인 등 이 지역의 다른 티베트버마어족 집단과 유전적으로 상당한 유사성을 공유한다. 예를 들어, 연구는 차크마인과 트리푸라 인구가 상당한 유전적 유사성을 공유하여 긴밀한 조상 관계를 강조하고 있다. 외모 면에서는 트리푸리인들은 동아시아 및 동남아시아인의 특징을 보이는 경향이 있다. 여기에는 곧은 검은 머리카락, 밝거나 중간 정도의 피부색, 그리고 눈꺼풀 주름이 포함된다.

## 역사
트리푸리인은 자체의 독특하고 풍부한 문화, 전통, 역사를 가진 트리푸라주의 원주민이다. 이들은 남쪽으로는 치타공주, 서쪽으로는 코밀라주, 노아칼리, 북쪽으로는 실렛주(모두 현재 방글라데시에 속함)까지 영향력을 확장할 수 있었다. 치타공 구릉지는 영국이 인도 대륙을 장악할 때까지도 티페라 왕국의 일부였다. 1512년 티페라인들은 일부 무굴인들을 물리치면서 최전성기를 맞았다.

### 트위프라 왕국의 건국
인도 대륙 북동부 지역으로 이주한 트리푸리인들은 후일 트리푸라 왕국으로 알려진 트위프라 왕국을 건국했다. 이 왕국은 이 지역의 영향력 있는 세력으로 부상했다. 15세기경 건국되었으며 마니키아 왕조가 수 세기 동안 이 지역을 통치했다. 마니키아 계통의 통치자들은 능숙한 통치와 외부 도전에 맞서 왕국의 독립을 수호하려는 노력으로 인정받았다.
전성기에 트리푸라 왕국의 영토는 현재 인도와 방글라데시 일부 지역에 걸쳐 있었다. 여기에는 현재 아삼의 바락 계곡(카차르 평야), 하이라칸디, 카림간지, 방글라데시의 코밀라, 실렛, 치타공 구릉지, 그리고 현재의 트리푸라주가 포함되었다. 왕국의 경계는 북쪽으로는 카시 언덕, 북동쪽으로는 마니푸르 언덕, 동쪽으로는 버마의 아라칸 언덕, 남쪽으로는 벵골 만, 서쪽으로는 브라마푸트라 강이었다.

### 현대 인도로의 통합
트리푸라 번왕국은 20세기 중반까지 주권을 유지했다. 1949년 10월 15일, 인도가 독립한 후 트리푸라는 인도 연방에 병합되었다. 이후 1956년 9월 1일 연합 준주로 지정되었고, 1972년 1월 21일에는 완전한 주권을 획득했다.

## 언어
트리푸리인들은 콕보록어(티프라라고도 함)라는 티베트버마어파 언어를 사용한다. 트리푸리족 언어는 인도 트리푸라 주의 공용어이다. 인도 트리푸라, 미조람주, 아삼주에 100만 명 이상의 트리푸리 방언 화자가 있는 것으로 추정되며, 방글라데시의 실렛과 치타공 구릉지에도 화자가 있다. 페니구에서도 사용된다.
트리푸리 방언에는 세 가지 주요 방언이 있지만, 왕족의 중앙 방언인 데바바르마(푸라탄 트리푸르)는 모든 사람이 이해하는 권위 있는 방언이다. 이는 교육과 문학의 표준이 된다. 트리푸라에서 5학년까지의 교육 매체로, 그리고 학사 수준까지의 과목으로 가르쳐진다.
역사적으로 트리푸리족 언어는 1세기부터 콕보로크로 쓰여진 콜로마라고 알려진 토착 트리푸리 문자로 쓰여졌다. 이 문자는 동부 나가리 문자를 기반으로 한 알파벳으로 대체되었다. 현재 고대 콜로마 문자의 부활이 진행 중이다.
궁정 학자들이 쓴 가장 주목할 만한 트리푸리족 역사 문학 작품으로는 다음이 있다.
- 라자라트나카르 (트리푸리족 왕들의 왕실 연대기)
- 라지말라, 트리푸라의 트리푸리족 왕들의 연대기.

## 문화

### 축제

#### 부이수
부이수는 인도와 방글라데시의 트리푸리/트리푸라 사람들의 새해 축제이다. 이 축제는 4월 13일 또는 14일에 해당하는 전통적인 새해 첫날이다.
부이수 축제는 첫날인 하리 부이수로 시작된다. 하리 부이수에는 트리푸리 사람들이 집을 청소하고 다양한 꽃으로 장식한다. 저녁에는 집과 사원에서 특별한 기도를 올린다. 다음 날은 부이수라는 주요 행사로, 사람들이 서로의 집을 방문한다. 이 주요 부이수 기간 동안 사람들은 실제로 서로 교류한다. 사람들은 다른 음식과 함께 다양한 전통 음식을 요리한다.

#### 고리야
부이수부터 세나까지 7일간 이어지는 축제로, 트리푸리 신 고리야 경을 숭배한다.

#### 세나
고리야 숭배의 마지막 날로, 고리야 경이 가정의 모든 일을 마일루마 여신과 쿨루마 여신에게 돌려주는 날이다.

#### 카르치
카르치 무타이는 트리푸리족의 왕조신인 열네 신을 숭배하는 의식이다. 7월 또는 8월에 초승달이 뜨는 8일째에 거행된다. 열네 신은 왕실 제사장 촌타이가 숭배한다.

#### 케르
케르 무타이는 카르치 무타이가 끝난 후 14일 뒤에 거행된다. 트리푸리족이 행하는 가장 엄격한 푸자이다. 세계 어느 지역 사람들도 트리푸리족의 케르만큼 엄격하게 푸자나 숭배를 행하지 않는다고 한다. 이 의식에서도 트리푸리족의 모든 신들이 동시에 숭배된다.

#### 오사
트리푸리 여신 아마 오사를 숭배하는 의식이다.

#### 마미타
마미타 축제는 트리푸리인들의 추수 축제로, 여신 아마 마일루마를 숭배한다. 마미타 축제는 오사 무타이 시기에 열린다.

#### 호자기리
트리푸리족의 빛 축제로, 여신 아마 마일루마와 아마 쿨루마를 숭배한다. 이 축제는 당시 트리푸리 왕 수브라이라자 시대에 트리푸리족 사이에 인식을 높이기 위해 시작되었다고 전해진다.

#### 한그라이
한그라이는 추수 축제이자 트리푸리족의 주요 축제 중 하나이다. 이 축제는 트리푸리족에게 매우 의미가 깊다. 트리푸리인들은 한그라이를 축제 분위기로 기념한다. 사람들은 4~5일 전부터 한그라이 준비를 시작한다. 젊은 세대는 대나무와 벼 껍질로 작은 오두막인 나우샤를 만든다. 그들은 뜨거운 쌀케이크와 다양한 음식이 제공되는 소풍을 위해 모인다. 어른들은 집에 남아 아침 일찍 샤워를 하고 새 옷을 입는다. 그들은 모여 아왕, 모이 또는 카레와 쌀 기반의 술인 아라크 또는 추왁을 나눈다. 자정까지 하루를 즐긴다.
이 축제에서 트리푸리인들은 성지를 방문하고 신을 숭배하며 개별적인 희생과 의식을 거행한다.

### 종교
트리푸리족의 종교
2011년 인구 조사에서 트리푸리족의 93.6%는 민속 종교와 힌두교의 혼합을 따랐고, 6.4%는 기독교인 (대부분 침례교)이었다. 트리푸리 힌두교는 전통적인 민속 종교와 힌두 요소가 융합된 혼합주의 종교로, 북동인도에서 흔히 볼 수 있다. 트리푸리족의 우초이 씨족 소수는 불교도이다.

### 음식
트리푸리인들은 언덕에서 나는 다양한 종류의 신선한 야채를 즐겨 먹는다. 음식 메뉴 중 대나무 순은 전통 음식 중 하나로, 콕보록어로 "무야"라고 부른다.
마른 물고기를 일상 요리에 사용하는 것은 흔한 일이다. 찹쌀은 트리푸리인들의 전통 음식 중 하나로, 아왕 방위/아왕 브타이, 아왕 소크랑, 아왕 판스위, 팝 니 아왕, 아왕 벨렙 등 다양한 방식으로 찹쌀을 먹는다.
트리푸리인들이 일상생활에서 먹는 여덟 가지 전통 요리:
1. 차크위[21]
2. 구도크
3. 베르마브트위
4. 모스뎅
5. 아완드루
6. 무크위크트위
7. 세르마
8. 토크무이

#### 아왕 방위
아왕 방위 또는 아왕 브타이는 트리푸리족의 전통 음식 중 하나이다. 증기를 위해 라이루 또는 바나나 잎에 싸서 만든 이 원뿔 모양의 쌀 롤을 트리푸리인들은 좋아한다. 아완 방위는 찹쌀, 버터 또는 기, 건포도, 견과류, 생강, 양파를 포함하여 트리푸리인들이 준비하는 쌀 케이크이다. 아완 방위는 트리푸라 주의 국가 음식이다.

#### 대나무 치킨/돼지고기/생선
대나무를 사용하여 치킨, 돼지고기 또는 생선을 요리하는 것은 트리푸리인들의 인기 있고 전통적인 요리 과정이다. 과정은 간단하다. 닭고기, 돼지고기 또는 생선을 다양한 재료로 양념하고 약간의 물과 함께 대나무 안에 넣는다. 그런 다음 숯불에 40~50분 동안 익힌다.
이 대나무 치킨/돼지고기/생선은 트리푸리족에게 널리 알려져 있다.

### 트리푸리 게임 및 스포츠

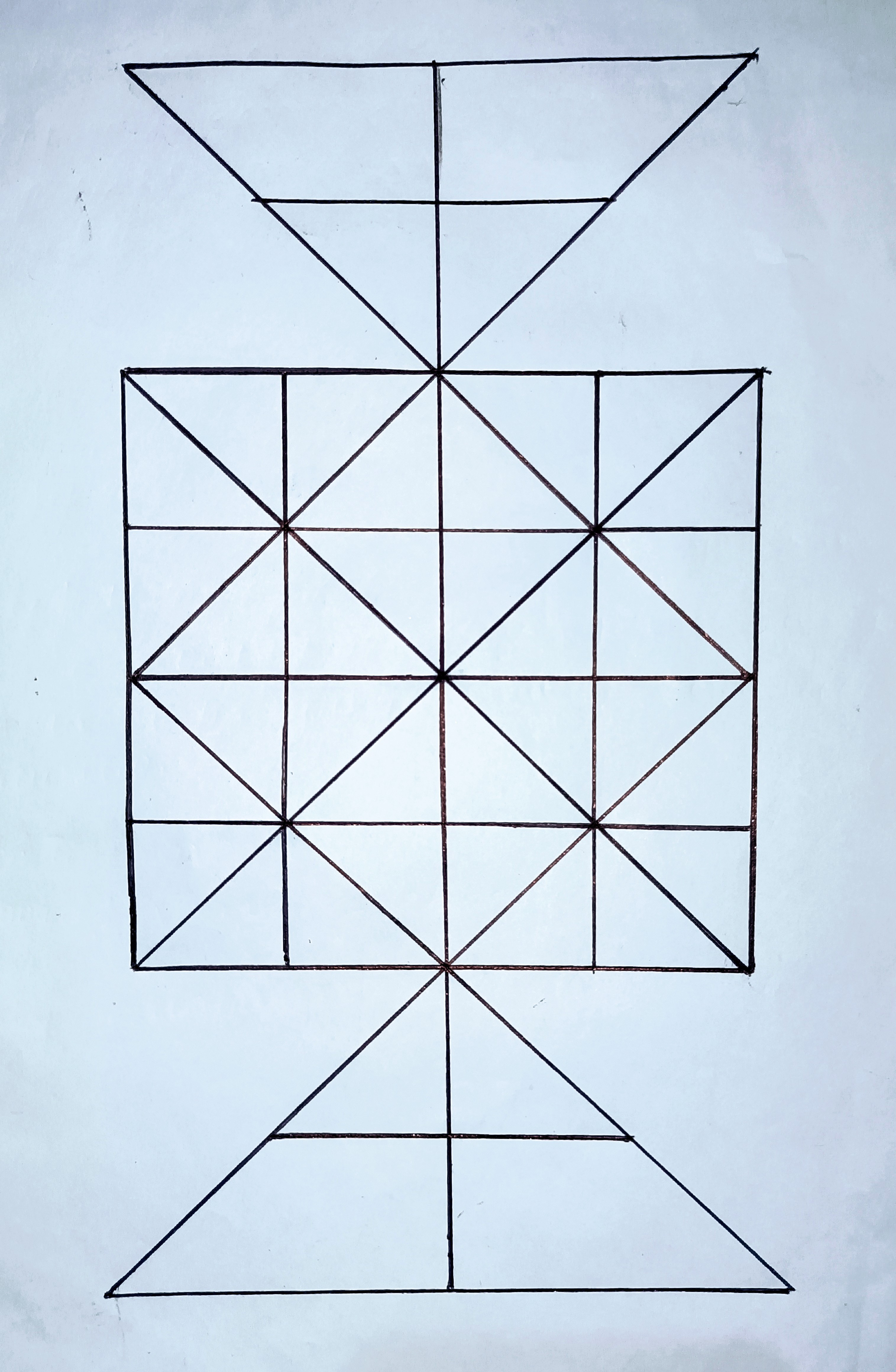
"파이트", 고대 트리푸리 브레인 게임 중 하나

세계 여러 지역과 마찬가지로 트리푸리족도 전통 스포츠를 가지고 있다. 이는 트리푸리족의 거의 모든 씨족에서 흔하다. 트리푸리족 언어로는 트윙뭉이라고 불린다.

### 결혼
함주크 투바이 카이마니로 알려진 트리푸리 전통 결혼 풍습은 라이바이(Raibai)라는 결혼 중개인을 통해 신부와 신랑 가족이 협상하는 것으로 시작된다. 신부가 선택되면 신랑 가족은 돈, 장신구, 가정용품을 포함한 혼수 요구에 동의한다. 콕숭마(Koksungma)라고 불리는 공식 약혼식에서는 쌀 맥주로 축복하고 제물을 바치는 등의 의식이 포함되며, 이후 연장자들이 신부를 축복하는 잔치가 이어진다.
결혼식 날에는 람프라 와톱 신과 투이샹그람마를 숭배하는 의식이 포함되며, 이어 신랑 행렬이 음악과 전통 물 항아리를 들고 신부 집으로 향한다. 절차를 마친 후 신부는 의례용 가마를 타고 새 집으로 떠난다. 독특한 전통으로는 신부가 잔치 중에 연장자들의 손을 씻는 것과 신부 어머니가 결혼식에 참석할 수 없는 금기가 있다. 이러한 풍습은 트리푸리 공동체의 풍부한 문화 유산을 보여준다.

## 친족
트리푸리족의 주요 씨족은 다음과 같다.
- 데바바르마족
- 레앙족
- 자마티아족
- 트리푸라족
- 노아티아족
- 콜로이족
- 무라싱족
- 루피니족
- 우초이/우소이족

## 사회

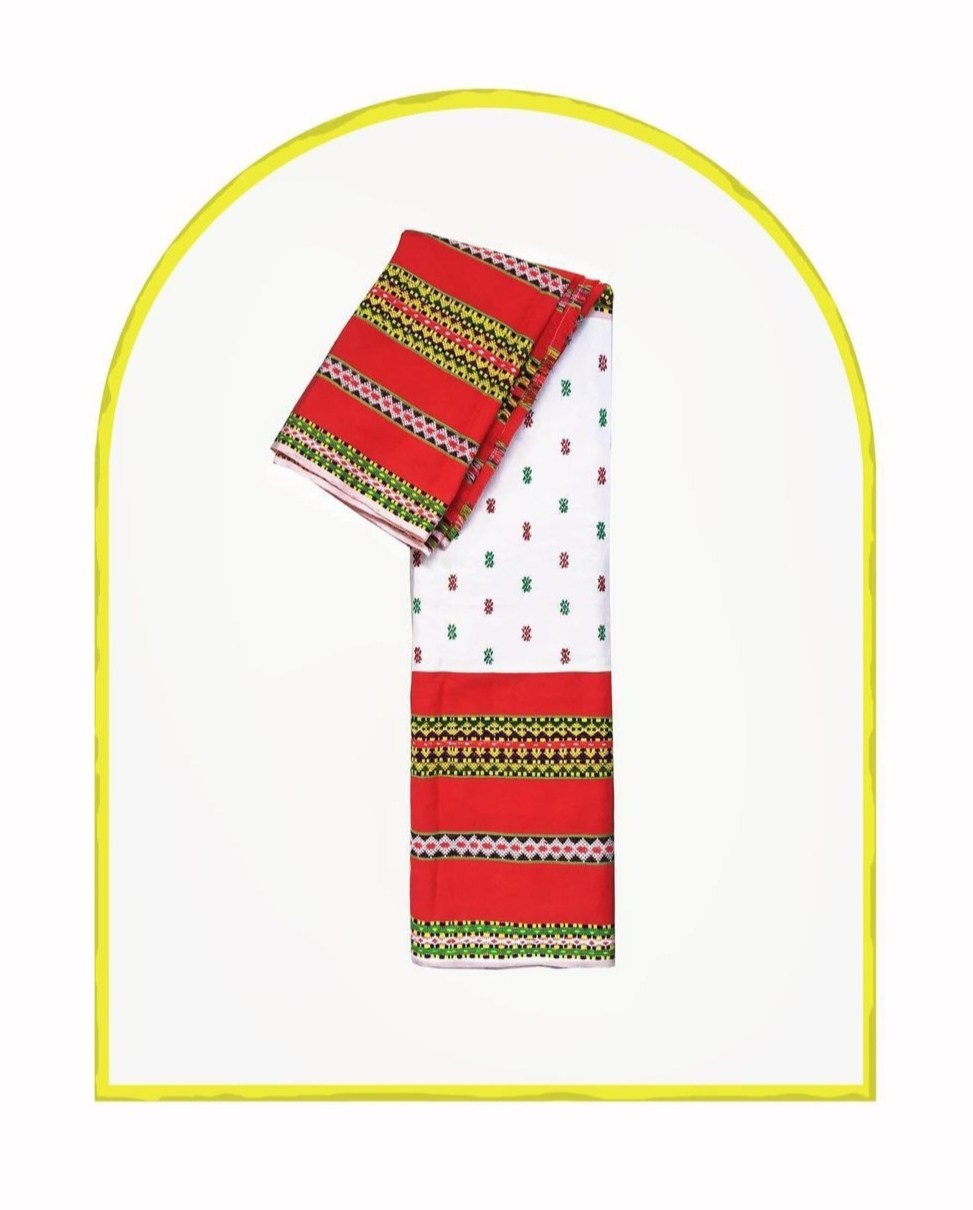
링나이 패턴

트리푸리족은 씨족으로 구성되어 있으며, 각 씨족은 마을 수준부터 전체 공동체의 우두머리에 이르는 자체적인 초등 사회 및 행정 조직을 가지고 있다.

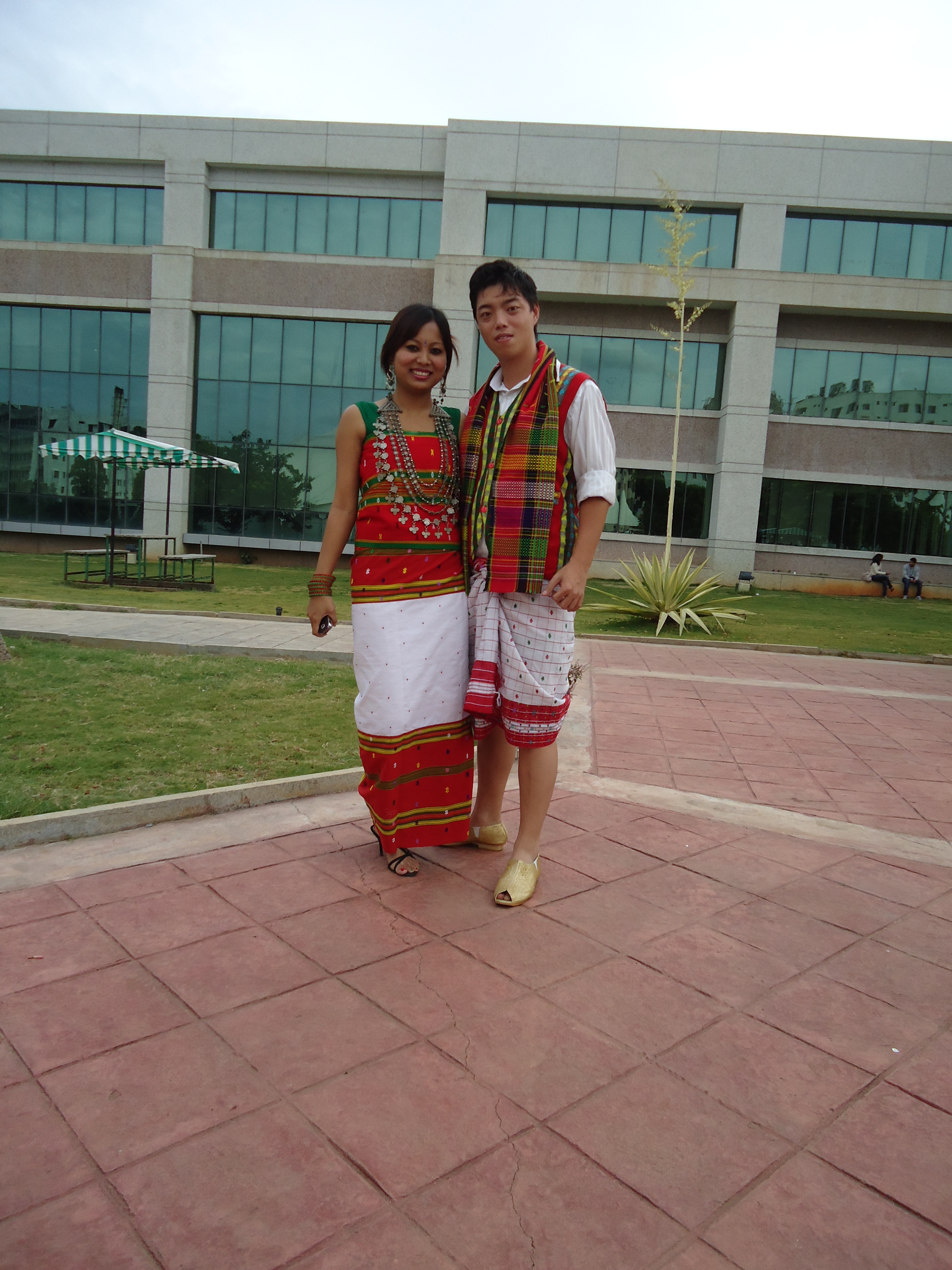
전통 의상을 입은 트리푸리 부부

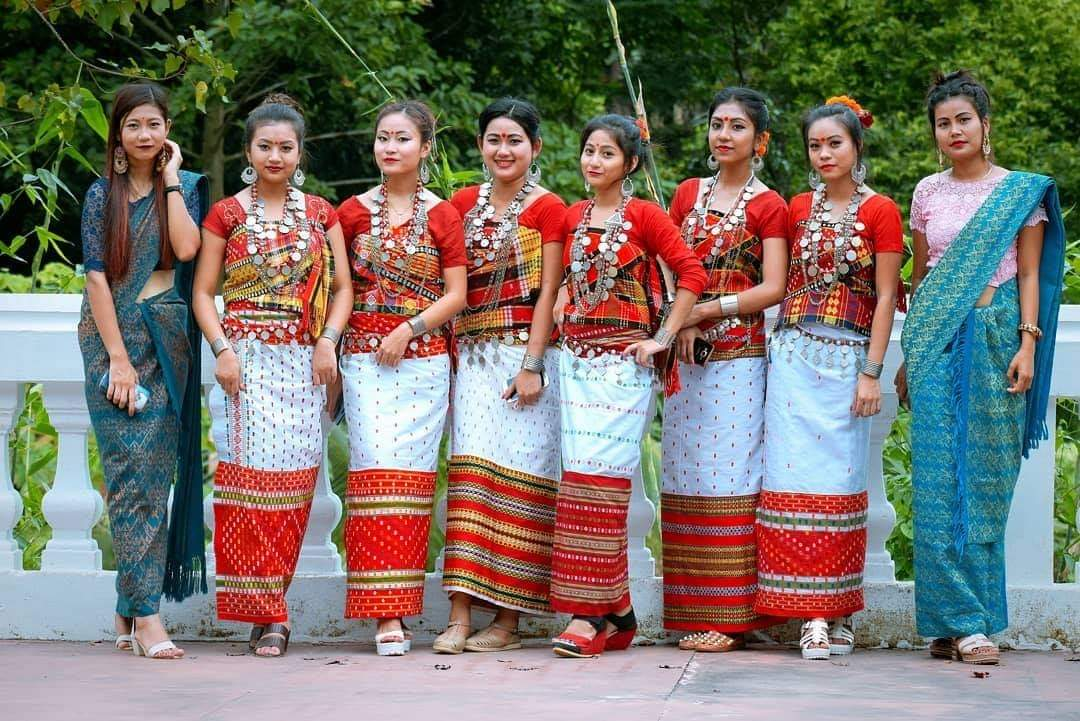
전통 의상을 입은 트리푸리 소녀들

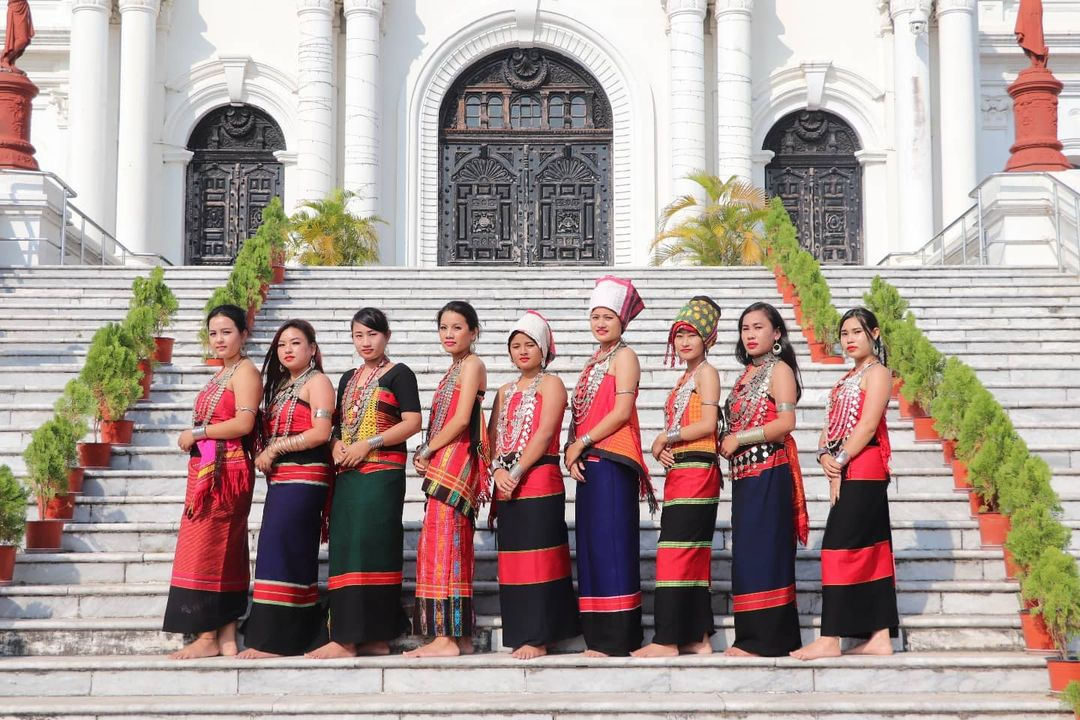
전통 의상을 입은 트리푸라 소녀들

이 원주민 공동체는 자결권 개념에 기반한 전통적인 자유를 누린다. 왕과 신민 공동체 간의 관계는 트리푸라 마하라자(왕) - 미십(liaison officer) - 로이(공동체의 우두머리) - 사르다르(마을의 족장) - 개인 순이었다. 이전에는 데바바르마족 또는 티프라족만이 트리푸리 크샤트리야족에 포함되었다. 나중에 라자는 자신의 지역 주민들 사이에 친절함을 증진시키려는 시도로 레앙족, 자마티아족, 노아티아족과 같은 다른 그룹들도 포함시켰다.
트리푸리족은 본토 인도인들과 완전히 구별되는 풍부한 역사적, 사회적, 문화적 유산을 가지고 있다. 그들의 독특한 문화는 춤, 음악, 축제, 공동체 업무 관리, 의복, 식습관에 반영되어 있으며 강한 기반을 가지고 있다. 원주민 트리푸리족의 12개 언어 그룹 중 가장 큰 언어인 콕보록어와 트리푸라에서 사용되는 다른 방언들은 티베트버마어파에 속하며 인도에서 사용되는 언어와는 다르다. 북동부 지역의 다른 민족들이 사용하는 언어의 영향은 없다.

## 달력
트리푸리족은 그레고리력처럼 12개월과 7일로 구성된 전통적인 태음태양력 트리푸라브다를 사용한다.
트리푸라 시대의 새해는 바이샤크의 1일이며, 이는 그 해가 윤년인지 여부에 따라 공통 기원의 4월 14일 또는 15일에 해당한다. 월의 이름은 팬 인도 월로 지정되었으며, 512 사카 시대에 트리푸리 왕 함토르 파 또는 힘티 파 또는 주자루 파에 의해 시작된 이후 1419년이 흘렀다.

## 저명한 인물

### 인도
- 비르 비크람 키쇼레 데바바르만 – 1908–1947, 마니키아 왕조의 마지막 왕 중 한 명.
- 프라디오트 비크람 마니키아 데브 바르마 - 명예 왕이자 트리푸라 왕실 현 수장
- 사친 데브 부르만 – 볼리우드 작곡가 및 가수.
- 라훌 데브 부르만 – 볼리우드 작곡가 및 가수.
- 키리트 비크람 키쇼레 데브 바르만 - 트리푸라 마하라자 (1947–2006), 국회의원, 사회 운동가.
- 비브 쿠마리 데비 – 트리푸라의 라자마타
- 칸찬 프라바 데비 - 트리푸라의 여왕.
- 라다 키쇼레 마니키아 - 트리푸라 마하라자
- 비렌드라 키쇼레 마니키아 - 트리푸라 마하라자
- 마하 마니키아 – 트리푸라 마하라자
- 다르마 마니키아 1세 – 트리푸라 마하라자
- 라트나 마니키아 1세 - 트리푸라 마하라자
- 나바딥찬드라 데브 부르만 – 인도 시타르 연주가 및 드루패드 가수
- 프라타프 마니키아 - 트리푸라 마하라자
- 아툴 데바바르마 박사 – 의사, 정치인, 작가
- 세팔리 데바바르마 - 콕보록 시인이자 소설가
- 비카슈라이 데바바르마, 시인, 작가, 작곡가
- 사우라비 데바바르마 – 최초의 여성 인도 아이돌 우승자, TV 연기자 및 가수.
- 리야 센 데브 바르마 – 볼리우드 배우.
- 라이마 센 데브 바르마 – 볼리우드 배우.
- 솜데브 데바르만 – 인도 테니스 선수.[29][30][31][32]
- 나렌드라 찬드라 데바바르마 - 트리푸라 주 정부 산림부 및 수입부 전 장관.
- 지슈누 데브 바르마 정치인, 트리푸라 전 부총리.
- 다사라트 데브바르마 - 트리푸라 전 주지사
- 아고레 데바바르마 - 트리푸라 주 정부 부족 복지부, 농업 및 축산 개발부 전 장관.
- 지텐드라 차우두리 - 전 로크 사바 국회의원, 트리푸라 주 정부 산림부 및 산업, 상업, 스포츠부 전 장관.
- 레바티 트리푸라 - 인도 국회의원
- 수단와 데바바르마 - 트리푸라 주의회 전 의장
- 비디아 데바바르마 - 트리푸라 주 정부 부족 복지부 전 담당 장관.
- 란지트 데바바르마 - 올 트리푸라 타이거 포스 총사령관
- 아니메시 데바바르마 – 트리푸라 주 정부 각료 장관, TTAADC 전 부총리, 트리푸라 주의회 전 야당 대표 (2023–2024).
- 나겐드라 자마티아 - 트리푸라 주 정부 농업 및 원예 전 장관. 트리푸라 주의회 전 의원.
- 베니찬드라 자마티아 – 파드마 슈리 인도 민속 작가 및 문학인
- 메바르 쿠마르 자마티아 트리푸라 주 부족 복지 및 산림 전 장관.
- 사티아람 레앙 – 파드마 슈리 인도 민속 공연가 및 민속 예술가
- 하리나트 데바바르마 - TUJS 설립자
- 타누슈리 데브 바르마, 트리푸라 최초의 여성 IAS 장교.
- 난다 쿠마르 데브 바르마 – 콕보록 극작가 및 작곡가.
- 마노란잔 데바바르마 정치인.
- 라시람 데바바르마 – 트리푸라 주 정부 수입부 전 장관.
- 아고레 데바바르마 - 트리푸라 주 정부 부족 복지, 농업 및 축산 개발부 전 장관.
- 파드마 쿠마르 데바바르마
- 자샤비르 트리푸라
- 라멘드라 나라얀 데바바르마
- 라다차란 데바바르마 - TTAADC 전 CEM
- 푸르나 찬드라 자마티아 - TTAADC CEM
- 나레슈 자마티아 – 트리푸라 주 정부 산림, 농촌 개발, 선거 전 장관.
- 브리샤케투 데바바르마
- 프라나브 데바바르마
- 라멘드라 나라얀 데바바르마
- 자가디슈 데바바르마 - TTAADC 회장.
- 프라모드 레앙
- 다난조이 트리푸라
- 샤마 차란 트리푸라
- 마닌드라 레앙 트리푸라 주 정부 부족 복지(TRP & PTG), 홈(Jail), 일반 행정(인쇄 및 문구) 전 장관.
- 디렌드라 데바바르마
- 비렌드라 키쇼레 데바바르마
- 부르바 모한 트리푸라
- 드라오 쿠마르 리앙
- 마노란잔 데바바르마
- 고피 나트 트리푸라
- 푸르나 모한 트리푸라 트리푸라 주 정부 재정 및 전력 전 장관.
- 케사브 데바바르마
- 프렘 쿠마르 레앙 트리푸라 주 정부 수산, 협동, 부족 복지(TRP & PTG) 전 장관.
- 라제스워르 데바바르마
- 파리말 데바바르마
- 신드후 찬드라 자마티아
- 다니엘 자마티아
- 나겐드라 자마티아 트리푸라 주 정부 농업 및 원예 전 장관.
- 라빈드라 데바바르마 – TTAADC 집행위원 및 트리푸라 주의회 전 의원.
- 바주반 레앙 – 인도 국회의원 7대, 8대, 11대, 12대, 13대, 14대, 15대 로크 사바 의원
- 파르미타 레앙 – 콕보록 가수이자 작곡가.
- 크리티 데비 데바바르만 – 제18대 로크 사바 국회의원.
- 디파얀 데바바르마, 크리켓 선수
- 마니상카르 무라싱, 크리켓 선수
- 리타 데바바르마, 여성 크리켓 선수
- 락시미타 레앙, 여성 축구 선수 (인도 U17 국가대표)[33]

### 방글라데시
- 비렌드라 키쇼레 로아자, 전 국회의원.
- 수샨토 트리푸라, 방글라데시 축구 국가대표팀 축구 선수
- 쇼바 라니 트리푸라, 에쿠셰이 파닥 수상자
- 조틴드라 랄 트리푸라, 전 국회의원.
- 쿠젠드라 랄 트리푸라, 정치인, 국회의원(국회의원 299 선거구) 카그라차리 구릉지.
- 나바 비크람 키쇼레 트리푸라, 전 비서, 전 방글라데시 경찰 부총경.

## 같이 보기
- 부이수
- 콕보록 문학
- 마니키아 왕조
- 니르 마할
- 티프라랜드
- 트리푸리 달력
- 트리푸리 문화
- 트리푸리 내셔널리즘
- 트리푸라 반란
- 우자이안타 궁전